# Klevis Balliu
Klevis Balliu – deputowany do Zgromadzenia Albanii z ramienia Demokratycznej Partii Albanii.

## Życiorys
W 2017 roku został deputowanym do albańskiego parlamentu z ramienia Demokratycznej Partii Albanii.